# Deed Poll
Deed Poll ist ein deutscher Psychothriller von Ingo J. Biermann aus dem Jahr 2004.

## Handlung
Sean und Ivy Poll sind zwei verwöhnte und verdorbene Millionärssprösslinge in ihren Zwanzigern, die sich ihre Zeit mit Kartenspielen und inzestuösen Sexspielchen vertreiben. Als der Vater Wind von dem Treiben seiner Kinder bekommt, tötet Ivy aus Angst vor Enterbung ihre Eltern und tarnt das Verbrechen als Doppelselbstmord. Nun schwimmen die Geschwister im Geld und geben sich in ihrer Nobelvilla ganz ihrer hedonistischen Lust hin, zu der auch exzessiver Drogenkonsum gehört. In einem Augenblick der Lust offenbart Ivy ihrem Bruder, dass sie Lust auf einen Dreier mit einem Mann hat. Die beiden engagieren den Edel-Callboy Nathaniel, der sofort einen besonderen Draht zu Ivy hat. Mit Nathaniel an Bord wird der Sex immer exzessiver. In Sean erwacht die Eifersucht. Während eines Vierers mit Nathaniels Bruder Thor eskaliert die Situation, als Ivy sich im Drogenrausch über die Beschaffenheit ihrer Spielkarten beschwert. Nathaniel bietet an, sich von ihr häuten zu lassen, damit Ivy ihr Traumkartenspiel aus menschlicher Haut basteln kann.

## Hintergrund
Der Film entstand zwischen Ende Mai und Mitte Juli 2004 in Potsdam und Berlin. André Schneider hatte das Drehbuch bereits 2001 geschrieben und es Ingo J. Biermann Ende 2003 als gemeinsames Projekt angeboten. Die Proben begannen schon einige Monate vor Drehbeginn. Es war schwer, die Rolle des Sean zu besetzen. Ein gutes Dutzend Schauspieler wurde von Biermann durchgetestet, Rainer Maria Wittenauer sprang in letzter Minute ein, als der eigentliche Hauptdarsteller nach dem ersten Drehtag das Handtuch geworfen hatte. Der Kinostart in Deutschland war im Dezember 2004. Die Uraufführung fand im Kino Arsenal am Potsdamer Platz statt. 2011 erschien er in Frankreich auf DVD.

## Kritik
„Incestuous junkies kill escort.“